# Serie A 1962/1963
Soutěžní ročník Serie A 1962/1963 byl 61. ročník nejvyšší italské fotbalové ligy a 31. ročník pod názvem Serie A. Konal se od 16. září 1962 do 26. května 1963 a skončila vítězstvím Interu, který získal titul po devíti letech a získal tak již osmý titul.
Nejlepšími střelci se stal argentinský Pedro Manfredini (Řím) a dánský Harald Nielsen (Boloňa). Oba vstřelili 19 branek.

## Události

### Před sezonou
Obhájci titulu z Milána se posílilo o Moru (Juventus), který byl vyměněn za Salvadoru. Jejich městský rival Inter měl starosti o trenéra Herreru, který se rozhodl zanechat klubovou kariéru a pokračovat u Španělské reprezentace. Nakonec si to po MS 1962 rozmyslel a mohl tak přivítat nové hráče: Maschio (Atalanta), Burgnich (Palermo) a Jair da Costa (Portuguesa). Velmi rušno bylo v Turínských klubech. Do Juventusu přišel Luis del Sol (Real Madrid) a Mattrel (Palermo). To jejich městský rival Turín získal Joaquín Peiró (Atlético Madrid) a Hitchense (Inter). Naopak zpět do Anglie se rozhodli z klubu po roce odejít Baker (Arsenal) a Law (Manchester United). Fotbalovou kariéru ukončil uruguayský Juan Schiaffino (Řím).
Další změny byli: 
Bruno Garzena (Juventus → Modena), Albert Brülls (Mönchengladbach → Modena), Orvar Bergmark (Örebro → Řím), John Charles (Leeds → Řím), Helmut Haller (Augsburg → Boloňa), Lennart Skoglund (Sampdoria → Palermo), Piet Kruiver (Vicenza → Feyenoord Rotterdam), Bora Kostić (Vicenza → Crvena zvezda), Vujadin Boškov (Sampdoria → Young Fellows Curych), Alcides Ghiggia (Milán → Danubio), Luís Vinício (Boloňa → Vicenza), Jorge Toro (Colo-Colo → Sampdoria).

### Během sezony
Pro velké týmy nebyl začátek sezony nijak zvlášť vzrušující. Zaváhání Interu, Milána, Juventusu a Fiorentiny využil překvapeně SPAL a především Boloňa, které vedlo do 12. kola. Poté jej ve vedení vystřídal Juventus. Nicméně 23. prosince 1962 byli Bianconeri přemoženi Interem, který vyhrál přímý střet. Jenže Nerazzurri poté ztratilo body a opět na 1. místo se vrátil Juventus, který se stal zimním mistrem. Cesta obhájce titulu z Milána kulhala, protože hrálo velmi úspěšně v poháru PMEZ. Sestupových příčkách se v polovině sezony nacházelo Palermo, Benátky a Sampdoria.
Bianconeri přenechalo vedení Interu až 3. února 1963, když s nimi prohrálo. Nerazzurri se již vedení nevzdalo a navíc navýšilo vedení. Sezonu vyhrálo o čtyři body před Juventusem a Milánem, které mělo o šest bodů méně. Titul získalo již poosmé a poprvé s trenérem Herrerou, který pro letošní sezonu hrál herním stylem Catenaccio.
Prvním sestupujícím se stalo Palermo a brzy je následovalo Benátky. Sampdoria, která byla v polovině sezony poslední, se zachránilo. V posledním kole se rozhodovalo o třetím sestupujícím. To nakonec vyšlo pro Neapol, které prohrálo s Atalantou.

## Účastníci
| Klub              | Město     | Stadion                   | Trenér                                                                                       | Nejlepší střelec          |
| ----------------- | --------- | ------------------------- | -------------------------------------------------------------------------------------------- | ------------------------- |
| Atalanta          | Bergamo   | Stadio Comunale           | Paolo Tabanelli                                                                              | Dino da Costa (12)        |
| Benátky           | Benátky   | Stadio Pierluigi Penzo    | Carlo Alberto Quario                                                                         | Gino Raffin (11)          |
| Boloňa            | Boloňa    | Stadio Comunale           | Fulvio Bernardini                                                                            | Harald Nielsen (19)       |
| Catania           | Catania   | Stadio Cibali             | Carmelo Di Bella                                                                             | Bruno Petroni (11)        |
| Fiorentina        | Florencie | Stadio Comunale           | Ferruccio Valcareggi                                                                         | Kurt Hamrin (15)          |
| Janov             | Janov     | Stadio Luigi Ferraris     | Renato Gei (1.–26. kolo) Angelo Rosso                                                        | Eddie Firmani (8)         |
| Inter             | Milán     | Stadio San Siro           | Helenio Herrera                                                                              | Beniamino Di Giacomo (11) |
| Juventus          | Turín     | Stadio Comunale di Torino | Paulo Amaral                                                                                 | Omar Sívori (16)          |
| Lanerossi Vicenza | Vicenza   | Stadio Romeo Menti        | Manlio Scopigno                                                                              | Giorgio Puia (10)         |
| Mantova           | Mantova   | Stadio Danilo Martelli    | Nándor Hidegkuti                                                                             | Angelo Sormani (13)       |
| Milán             | Milán     | Stadio San Siro           | Nereo Rocco + Giuseppe Viani                                                                 | José Altafini (11)        |
| Modena            | Modena    | Stadio Alberto Braglia    | Vittorio Malagoli (1.–13. kolo) Annibale Frossi                                              | Oliviero Conti (8)        |
| Neapol            | Neapol    | Stadio del Sole           | Bruno Pesaola + Eraldo Monzeglio                                                             | Gianni Corelli (9)        |
| Palermo           | Palermo   | Stadio La Favorita        | Giovanni Ballico (1.–3. kolo) Giovanni Ballico + Fioravante Baldi (4.–16. kolo) Oscar Montez | Rune Börjesson (7)        |
| Řím               | Řím       | Stadio Olimpico           | Luis Carniglia (1.–7. kolo) Alfredo Foni                                                     | Pedro Manfredini (19)     |
| Sampdoria         | Janov     | Stadio Luigi Ferraris     | Roberto Lerici (1.–9. kolo) Ernst Ocwirk                                                     | José Ricardo da Silva (9) |
| SPAL              | Ferrara   | Stadio Comunale           | Serafino Montanari (1.–30. kolo) Aurelio Marchese                                            | Gianni Bui (8)            |
| Turín             | Turín     | Stadio Filadelfia         | Benjamín Santos (1.–12. kolo) Giacinto Ellena                                                | Gerry Hitchens (11)       |

## Tabulka
| Poř. | Tým               | Z  | V  | R  | P  | VG | OG | B  |
| ---- | ----------------- | -- | -- | -- | -- | -- | -- | -- |
| 1.   | Inter             | 34 | 19 | 11 | 4  | 56 | 20 | 49 |
| 2.   | Juventus          | 34 | 18 | 9  | 7  | 50 | 25 | 45 |
| 3.   | Milán             | 34 | 15 | 13 | 6  | 53 | 27 | 43 |
| 4.   | Boloňa            | 34 | 17 | 8  | 9  | 58 | 39 | 42 |
| 5.   | Řím               | 34 | 13 | 14 | 7  | 57 | 32 | 40 |
| 6.   | Fiorentina        | 34 | 15 | 8  | 11 | 52 | 32 | 38 |
| 7.   | Lanerossi Vicenza | 34 | 13 | 10 | 11 | 35 | 35 | 36 |
| 8.   | Atalanta          | 34 | 12 | 10 | 12 | 43 | 44 | 34 |
| 9.   | SPAL              | 34 | 12 | 10 | 12 | 36 | 38 | 34 |
| 10.  | Turín             | 34 | 12 | 10 | 12 | 36 | 38 | 34 |
| 11.  | Sampdoria         | 34 | 11 | 8  | 15 | 41 | 50 | 30 |
| 12.  | Modena            | 34 | 10 | 10 | 14 | 36 | 47 | 30 |
| 13.  | Mantova           | 34 | 8  | 14 | 12 | 34 | 46 | 30 |
| 14.  | Catania           | 34 | 10 | 10 | 14 | 35 | 56 | 30 |
| 15.  | Janov             | 34 | 9  | 10 | 15 | 32 | 48 | 28 |
| 16.  | Neapol            | 34 | 9  | 9  | 16 | 35 | 59 | 27 |
| 17.  | Benátky           | 34 | 6  | 10 | 18 | 36 | 51 | 22 |
| 18.  | Palermo           | 34 | 5  | 10 | 19 | 18 | 54 | 20 |

Poznámky
- Z = Odehrané zápasy; V = Vítězství; R = Remízy; P = Prohry; VG = Vstřelené góly; OG = Obdržené góly; B = Body
- za výhru 2 body, za remízu 1 bod, za prohru 0 bodů.
- při rovnosti bodů rozhodovalo skóre

|  | Mistr ligy a přímý postup do poháru PMEZ 1963/64 |
|  | Přímý postup do poháru PMEZ 1963/64              |
|  | Přímý postup do poháru PVP 1963/64               |
|  | Přímý postup do VP 1963/64                       |
|  | Sestup do Serie B                                |

## Statistiky

### Výsledková tabulka
|            | Atalanta | Benátky | Boloňa | Catania | Fiorentina | Janov | Inter | Juventus | L. Vicenza | Mantova | Milán | Modena | Neapol | Palermo | Řím | Sampdoria | SPAL | Turín |
| ---------- | -------- | ------- | ------ | ------- | ---------- | ----- | ----- | -------- | ---------- | ------- | ----- | ------ | ------ | ------- | --- | --------- | ---- | ----- |
| Atalanta   | –        | 2:2     | 1:3    | 0:0     | 0:1        | 1:1   | 1:0   | 3:6      | 3:1        | 2:2     | 2:2   | 2:1    | 2:1    | 1:0     | 3:1 | 1:1       | 1:0  | 0:0   |
| Benátky    | 1:0      | –       | 0:3    | 2:1     | 0:3        | 0:0   | 0:2   | 1:2      | 1:2        | 4:1     | 0:2   | 4:1    | 1:1    | 0:1     | 1:1 | 2:0       | 0:1  | 1:1   |
| Boloňa     | 1:0      | 0:0     | –      | 5:0     | 2:1        | 1:1   | 0:4   | 1:2      | 2:1        | 2:2     | 1:2   | 7:1    | 4:2    | 4:0     | 0:0 | 4:1       | 4:1  | 1:0   |
| Catania    | 2:0      | 3:2     | 1:1    | –       | 0:1        | 3:1   | 1:0   | 1:5      | 1:0        | 1:1     | 1:0   | 3:2    | 1:0    | 0:0     | 0:0 | 0:1       | 0:0  | 3:0   |
| Fiorentina | 2:0      | 1:4     | 3:1    | 3:0     | –          | 5:0   | 1:1   | 1:0      | 1:1        | 5:0     | 0:1   | 1:2    | 5:1    | 3:1     | 1:1 | 1:1       | 2:0  | 1:0   |
| Janov      | 2:1      | 2:0     | 1:0    | 4:1     | 1:2        | –     | 1:3   | 0:0      | 2:0        | 0:0     | 0:1   | 1:1    | 3:2    | 5:0     | 2:2 | 2:1       | 0:0  | 1:0   |
| Inter      | 1:2      | 2:0     | 4:1    | 2:1     | 1:0        | 6:0   | –     | 1:0      | 1:0        | 1:0     | 1:1   | 0:0    | 1:0    | 4:0     | 2:0 | 4:0       | 3:2  | 1:1   |
| Juventus   | 2:3      | 2:1     | 3:1    | 0:1     | 0:0        | 2:0   | 0:1   | –        | 2:0        | 2:0     | 1:0   | 2:1    | 1:0    | 2:1     | 2:0 | 3:0       | 2:2  | 0:1   |
| L. Vicenza | 2:2      | 0:0     | 0:0    | 3:1     | 1:0        | 1:0   | 1:2   | 1:3      | –          | 4:2     | 2:0   | 1:0    | 0:0    | 1:0     | 0:0 | 3:0       | 1:0  | 0:1   |
| Mantova    | 0:1      | 2:0     | 0:1    | 3:1     | 1:1        | 2:0   | 0:0   | 0:0      | 0:0        | –       | 1:3   | 3:0    | 2:1    | 1:0     | 1:0 | 3:1       | 0:1  | 1:1   |
| Milán      | 0:0      | 3:3     | 3:1    | 0:0     | 0:0        | 1:0   | 1:1   | 0:0      | 6:1        | 2:2     | –     | 4:0    | 0:1    | 2:0     | 0:1 | 1:1       | 4:0  | 2:1   |
| Modena     | 0:2      | 2:1     | 0:1    | 4:1     | 3:0        | 1:1   | 0:0   | 0:0      | 0:0        | 0:0     | 2:2   | –      | 4:0    | 2:0     | 1:3 | 1:0       | 1:0  | 1:0   |
| Neapol     | 2:1      | 1:0     | 0:0    | 3:2     | 2:0        | 1:0   | 1:5   | 0:0      | 1:0        | 0:0     | 1:5   | 0:2    | –      | 3:1     | 3:3 | 0:2       | 2:0  | 2:2   |
| Palermo    | 1:0      | 2:1     | 0:0    | 1:1     | 1:0        | 0:0   | 1:1   | 1:1      | 1:1        | 1:0     | 1:3   | 2:2    | 1:1    | –       | 0:4 | 1:1       | 0:1  | 0:1   |
| Řím        | 1:1      | 2:2     | 3:1    | 5:1     | 2:2        | 1:0   | 3:0   | 1:1      | 0:1        | 7:1     | 0:1   | 2:0    | 3:0    | 2:0     | –   | 2:0       | 0:0  | 5:0   |
| Sampdoria  | 2:0      | 3:1     | 2:3    | 4:0     | 1:0        | 3:1   | 0:0   | 2:1      | 1:3        | 2:2     | 2:1   | 1:1    | 3:0    | 2:0     | 0:0 | –         | 0:1  | 1:3   |
| SPAL       | 2:5      | 1:1     | 0:1    | 2:2     | 3:1        | 4:0   | 0:0   | 0:2      | 1:1        | 1:1     | 0:0   | 1:0    | 4:2    | 1:0     | 3:0 | 1:0       | –    | 2:0   |
| Turín      | 1:0      | 1:0     | 0:1    | 1:1     | 0:4        | 2:0   | 1:1   | 0:1      | 1:2        | 1:0     | 0:0   | 2:0    | 1:1    | 3:0     | 2:2 | 4:2       | 2:1  | –     |

### Střelecká listina
| Pořadí | Jméno                 | Klub        | Branky |
| ------ | --------------------- | ----------- | ------ |
| 1.     | Pedro Manfredini      | Řím         | 19     |
| 1.     | Harald Nielsen        | Boloňa      | 19     |
| 3.     | Omar Sívori           | Juventus    | 16     |
| 4.     | Kurt Hamrin           | Fiorentina  | 15     |
| 5.     | Ezio Pascutti         | Boloňa      | 14     |
| 6.     | José Ricardo da Silva | Sampdoria   | 13     |
| 6.     | Beniamino Di Giacomo  | Turín+Inter | 13     |
| 6.     | Angelo Sormani        | Mantova     | 13     |
| 9.     | Gerry Hitchens        | Inter+Turín | 12     |
| 9.     | Dino da Costa         | Atalanta    | 12     |
| 9.     | Armando Miranda       | Juventus    | 12     |

## Vítěz
| Serie A Vítěz pro rok 1962/63 |
| ----------------------------- |
| FC Inter Milán                |
|                               |